# Henri Justamant
Œuvres principales
Le Corsaire (1857)
Les Contrebandiers (1861)
Faust (1869)
Henri Justamant est un danseur et maître de ballet français né à Bordeaux le 29 mars 1815 et mort à Saint-Maur-des-Fossés le 2 janvier 1890.
Il danse à Bordeaux dès 1835, puis est maître de ballet à Lille de 1839 à 1840, et à Lyon de 1849 à 1851, ainsi que de 1858 à 1861. Cette même année, il est engagé au Théâtre de la Monnaie de Bruxelles et y reste jusqu'en 1864, pour s'établir ensuite à Paris. On retiendra surtout de lui la chorégraphie qu'il a créée pour le Faust de Charles Gounod en 1869.

## Chorégraphies
- Le Guerz enchanté, ou le Joueur de biniou (Lyon, 20 février 1851 - Bruxelles, 10 mars 1862)
- Les Bohémiens contrebandiers (Lyon, 31 mars 1851)
- Les Cosaques (Lyon, 22 avril 1854)
- Lore-Ley, ou la Fée du Rhin (Lyon, 23 janvier 1856)
- Le Corsaire (Lyon, 17 février 1857)
- Une fille du ciel (Lyon, 10 mars 1858 - Bruxelles, 1er septembre 1861)
- Quasimodo ou la Bohémienne (Lyon, 6 décembre 1859)
- Fleurs et papillons (Lyon, 22 octobre 1860)
- Les Néréides, ou le Lac enchanté (Lyon, 11 mars 1861)
- Les Contrebandiers (Bruxelles, 19 octobre 1861)
- Le Fils de l'alcade (Bruxelles, 21 novembre 1861)
- Un bal travesti (Bruxelles, 24 janvier 1862)
- Les Songes (Bruxelles, 22 décembre 1862)
- Le Royaume des fleurs (Bruxelles, 6 mai 1863)
- Flamma (Bruxelles, 19 décembre 1863)
- Les Amardyades (Bruxelles, 1er février 1864)
- L'Étoile de Messine (Bruxelles, 21 mars 1864)
- Les Nymphes amazones (Bruxelles, 26 mai 1864)
- Les Fugitifs (Paris, 17 juillet 1868)
- Faust (Paris, 3 mars 1869)
- Dimitri, (Paris, 5 mai 1876)
- Ballet des Erynnies (Paris, 19 mai 1876)
- Les Folies espagnoles (Paris, 30 avril 1885)
- Ophélia (Paris, juin 1887)